# Полтавское танковое училище
Полтавское танковое училище  — военное учебное заведение СССР, готовившее командиров танковых войск в 1936—1946 годах. Дислоцировалось в городе Полтаве.

## История
В 1936 году в Сызрани была организована военная школа автомобильных техников.
В 1937 школа преобразована в Ярославское военное автомобильно-техническое училище с размещением в городе Ярославль, в котором находилась до 1938 года.
В 1938 году училище перебазировано в Полтаву.
В декабре 1939 г. училище преобразовано в автомобильное для подготовки специалистов по транспортным машинам и тракторам.
В сентябре 1940 года училище вновь реорганизовано в  военное тракторное училище, с целью подготовки тракторных техников.
В связи со стремительным продвижением немецких войск в начале Великой Отечественной Войны училище эвакуировано в г. Пятигорск.
Всего курсантов было более 2 000 человек, размещались они в двух военных городках: верхнем (под Машуком) и нижнем (за рекой Подкумок). В нижнем городке кроме казарм, пищеблока, санчасти, клуба находились  ремонтные мастерские, батальон технического обеспечения училища с парком автомашин и тракторов, здесь курсанты всех батальонов проходили учебную практику. Стрелковый полигон училища устроен под горой Бештау, ремонтная база – на станции «Минутка». С 1 сентября 1941 г. командование училища (со штабом и политотделом) расположилось в здании турбазы (ныне – пр. Кирова, 36).
В начале 1942 года училище подготовило сводный полк специального назначения курсантов под командованием полковника Ивана Андреевича Черенкова в участия в боях на Северном Кавказе в составе отряда генерал-майора Г. Т. Тимофеева (Ростовское артиллерийское училище, Полтавское тракторное училище, Новочеркасское кавалерийское училище, прочие части и подразделения) на Кумский рубеж обороны. Остальные курсанты остались в городе Пятигорск для организации эвакуации учебно-материальной базы. 9 августа 1942 года для отражения прорыва немцев в Пятигорск  из курсантов и командиров училища организовались три разрозненных отряда, которые вели бои в городе, впоследствии отступив к городу Нальчик. Остатки отрядов впоследствии были включены в состав 2-й гвардейской стрелковой дивизии, с которой участвовали в боях на территории Баксанского района. В боях за город училище потеряло убитыми пять командиров среднего звена и не менее 40 курсантов.
В 1942 года училище эвакуировано в г. Мары, а участвовавшие в боях курсанты возвращены в училище.
Приказом НКО № 0801 от 08.10.1942 г. переведено на штат № 017/302 «Танковых училищ средних танков» и реорганизовано в Полтавское танковое училище. Училище стало готовить по четыре батальона лейтенантов на танки Т-34.
В 1946 г. переформировано в Кировоградское танко-техническое училище.

## Начальники училища
- Давыдов Петр Данилович, полковник (00.04.1936 - 00.11.1937),
- Баданов, Василий Михайлович, полковник (00.12.1937 - 00.03.1941),
- Садовский, Станислав Петрович, полковник (2.03.1941 -??.??.????),
- Черенков Иван Андреевич, полковник,(??.??.???? -??.??.????)
- Лобанов Георгий Павлович, генерал-майор танковых войск (15.12.1943 - 00.11.1945),

## Известные выпускники
- Акимов, Виктор Иванович Герой Советского Союза,  командир танка 83-го танкового полка 67-й механизированной бригады 8-го механизированного корпуса
- Данилицкий, Антон Петрович советский офицер, командир танка Т-34, младший лейтенант, Герой Советского Союза
- Плешев, Иван Николаевич Герой Советского Союза, в 1936 году командир роты курсантов, помощник командира батальона по учебной работе, помощник командира батальона курсантов по огневой подготовке, заместитель командира батальона курсантов, командир автотранспортной роты училища, командир батальона курсантов.
- Карданов, Кобард Локманович командир танкового взвода 1-й гвардейской танковой бригады 8-го гвардейского механизированного корпуса, Герой Советского Союза
- Ярославцев, Сергей Иванович  командир танка 257-го танкового батальона 108-й танковой бригады 9-го танкового корпуса,Герой Советского Союза.

## Общественные почести
- В декабре 2018 года на территории школы № 2 г. Пятигорска открыт памятник курсантам Полтавского тракторного училища, участвовавшим в обороне города от фашистов в 1942 году.[6][7]
- Именем лейтенанта Германа Пестова, курсанта училища, названа улица в г. Пятигорск.[8]

### Комментарии
1. ↑  Из рапорта командира 12 роты Полтавского тракторного училища Б.Н. Кириллова размещенного на сайте ОБД "Мемориал"